# Baiju
Baiju är en köping i Kina. Den ligger i provinsen Jiangsu, i den östra delen av landet, omkring 180 kilometer nordost om provinshuvudstaden Nanjing. Antalet invånare är 34 366. Befolkningen består av 17 603 kvinnor och 16 763 män. Barn under 15 år utgör 10,0 %, vuxna 15-64 år 72 %, och äldre över 65 år 16,0 %.
Runt Baiju är det tätbefolkat, med 369 invånare per kvadratkilometer. Närmaste större samhälle är Daiyao, 17,6 km sydväst om Baiju. Trakten runt Baiju består till största delen av jordbruksmark.
Genomsnittlig årsnederbörd är 985 millimeter. Den regnigaste månaden är juli, med i genomsnitt 237 mm nederbörd, och den torraste är januari, med 21 mm nederbörd.